# Claude Wolter
Claude Wolter (né le 6 février 1983) est un coureur cycliste luxembourgeois.

## Palmarès sur route
- 2001
  -  Champion du Luxembourg sur route juniors
  - 2e du championnat du Luxembourg du contre-la-montre juniors
- 2004
  - 2e du championnat du Luxembourg du contre-la-montre espoirs
- 2013
  - 3e du championnat du Luxembourg du contre-la-montre élites sans contrat
- 2014
  - 3e du championnat du Luxembourg du contre-la-montre élites sans contrat

## Palmarès en cyclo-cross
- 2004-2005
  - 3e du championnat du Luxembourg de cyclo-cross espoirs